# Ray Traylor
Raymond „Ray“ Traylor (* 2. Mai 1962 in Marietta, Georgia, Vereinigte Staaten; † 22. September 2004 in Paulding County, Georgia, Vereinigte Staaten) war ein US-amerikanischer Wrestler, der in der World Wrestling Federation unter dem Namen Big Bossman bekannt wurde.

## Leben
Vor seiner Wrestlingkarriere arbeitete Ray Traylor als Gefängniswärter. 1985 begann er schließlich mit dem Wrestling und debütierte 1986 in der AWA und der zur National Wrestling Alliance gehörenden Jim Crockett Promotion. Er trat zunächst als Jobber unter seinem bürgerlichen Namen auf. Booker und Wrestlinglegende Dusty Rhodes sah Potential in Traylor, gab ihm das Gimmick des Big Bubba Rogers und ließ ihn als Bodyguard von Jim Cornette auftreten. Nach einem Programm mit Rhodes wechselte Traylor zur Universal Wrestling Federation. Dort nahm er seinem späteren Tag-Team-Partner One Man Gang den dortigen Titel ab, da dieser zur World Wrestling Federation (WWF) wechselte.

### World Wrestling Federation (1988–1993)
1988 folgte Traylor ebenfalls in die WWF und bekam, passend zu seinem ursprünglichen Beruf, das Gimmick eines Gefängniswärters namens The Big Boss Man. Er agierte zunächst als Bösewicht und durfte mit dem amtierenden Champion Hulk Hogan mehrmals arbeiten.
Im September des gleichen Jahres bildete er mit Akeem (dem ehemaligen One Man Gang) das Tag Team The Twin Towers. Es wurde eine Fehde mit dem neuen Tag Team The Mega Powers, bestehend aus Hulk Hogan und Randy Savage begonnen. Obwohl das Team nie den Titel erhalten durfte, war es doch ein maßgeblicher Bestandteil des Haupthandlungsstrangs um die beginnende Fehde zwischen Hogan und Savage. Nachdem das Team bei Wrestlemania 5 die als The Rockers antretenden Shawn Michaels und Marty Jannetty besiegen durfte, wurde seitens der WWF eine Trennung vorbereitet, wobei Traylor zum Publikumsliebling (Face) wurde. Das ehemalige Team traf bei Wrestlemania 6 aufeinander und Traylor blieb siegreich.
Als Face auftretend, arbeitete er nun in der Folgezeit hauptsächlich in der mittleren Position der Shows, trat aber teilweise auch zusammen mit Hulk Hogan in Team-Matches im Main Event an. Nach einer Niederlage beim Royal Rumble 1993 gegen Bam Bam Bigelow wechselte Traylor, nach einer kurzen Zeit in Japan, zur WCW.

### World Championship Wrestling (1993–1998)
Nachdem er hier zunächst unter dem Namen The Boss und einem ähnlichen Gimmick wie zuvor in der WWF angetreten war, musste dies wegen Rechtsstreitigkeiten umgewandelt werden; die WCW nannte ihn fortan The Guardian Angel. Er fehdete 1994 mit Big Van Vader, bevor 1995 abermals sein Gimmick geändert wurde.
Er kehrte nun zurück zum ursprünglichen Big Bubba Rogers-Charakter, mit dem er seine Karriere begonnen hatte und arbeitete in einem Fehdenprogramm mit WCW-Legende Sting und Hacksaw Jim Duggan. Nachdem er in der Folge Mitglied der Gruppierungen Dungeon of Doom und nWo war, kehrte er 1998 zurück zur WWF.

### World Wrestling Federation/Entertainment (1998–2003)
Am 12. Oktober 1998 kam er als, äußerlich leicht veränderter, Big Boss Man zurück zur damaligen WWF Hauptshow Raw is War. Er wurde, auf der Seite Vince McMahons, in dessen laufende Fehden mit Steve Austin und der D-Generation X eingebunden und somit erhöhte sich sein Status gegenüber jenem in der WCW enorm.
Er durfte mit Ken Shamrock die WWF World Tag Team Championship halten sowie insgesamt viermal die WWF Hardcore Championship. Darüber hinaus bestritt er zusammen mit dem Undertaker ein in der Szene bekannt gewordenes Hell in a Cell Match, in dem er von Letzterem – tricktechnisch – erhängt wurde, da er pausieren musste.
Nach seiner Pause begann er eine Fehde gegen The Big Show um den WWF Champion Titel, in deren Verlauf er auch den damaligen Superstar The Rock besiegen durfte, letztendlich jedoch The Big Show unterliegen sollte.
Nachdem er kurz mit Bull Buchanan ein Team gebildet hatte und schließlich eine Verletzung auskurieren musste, bildete er Ende 2001 für kurze Zeit ein Tag Team mit Booker T. Nach einem weiteren kurzlebigen Team mit Mr. Perfect wurde er als Trainer in der WWE-Entwicklungsliga Ohio Valley Wrestling eingestellt, bevor er 2003 die Organisation endgültig verließ.
Danach hatte er noch einige Auftritte in Japan, bevor er am 22. September 2004 im Alter von 42 Jahren an einem Herzinfarkt starb. Seine Ehefrau fand ihn leblos in ihrer Wohnung vor. Wiederbelebungsversuche der hinzugerufenen Notärzte blieben erfolglos. Ray Traylor war verheiratet und hinterließ zwei Töchter.

## Erfolge

### Universal Wrestling Federation
- 1× UWF Heavyweight Championship

### World Wrestling Federation
- 4× WWF Hardcore Championship
- 1× WWF World Tag Team Championship (mit Ken Shamrock)
- WWE Hall of Fame (Class of 2016)